# Нурмагомбетов, Вячеслав Серинбаевич
Вячесла́в Серинба́евич Нурмагомбе́тов (10 августа 1984, Благовещенск) — российский и казахстанский футболист, нападающий, тренер.

## Карьера

### Клубная
Начал профессиональную карьеру в клубе «Амур» Благовещенск в 2001 году в возрасте 17 лет. Выступая за амурскую команду в течение трёх лет, принял участие в 61-м мачте, в которых забил 5 мячей. В 2004 году перешёл в иркутскую «Звезду» и в оставшейся части сезона 2004 принял участие в 12-и матчах, в которых забил 2 гола. В 2005 году перешёл в казахстанский клуб «Тобол» Костанай и уже в сезоне 2005 стал вместе с командой серебряным призёром чемпионата. В этом же году Нурмагомбетов провёл четыре матча в составе клуба «Аят» Рудный. В 2006 году Нурмагомбетов стал бронзовым призёром чемпионата. В 2007 году перешёл в «Кайрат» Алма-Ата и отыграл там половину сезона, приняв участие в 12-и матчах. В конце сезона 2007 вновь вернулся в «Тобол» и стал с командой серебряным призёром чемпионата и обладателем Кубка страны 2007. Весь сезон 2008 выступал в составе другой казахстанской команды — «Жетысу», с которой занял 6-е место в чемпионате, приняв участие в 13 матчах.
В 2009 году Нурмагомбетов вернулся в Россию, подписав контракт с клубом зоны «Восток» второго дивизиона новокузнецким «Металлургом-Кузбассом». Выступая за клуб на протяжении трёх лет, принял участие в 83-х матчах, в которых забил 4 гола. В сезоне 2011/12 с командой стал победителем первенства.
27 июня 2012 года Нурмагомбетов был заявлен на сезон 2012/13 в составе футбольного клуба «Чита». С 2013 по 2014 год выступал за «Сибиряк» Братск.
В 2014—2016 годах выступал за клуб ЛФЛ «Белогорск», с 2017 года — главный тренер команды.

### В сборной
Получив казахстанское гражданство, принимал участие в трёх матчах за молодёжную сборную Казахстана.

## Достижения
«Тобол» Костанай
- Серебряный призёр Казахстанской Суперлиги: 2005, 2007
- Бронзовый призёр Казахстанской Суперлиги: 2006
- Обладатель Кубка Казахстана: 2007

 «Металлург-Кузбасс»
- Победитель зоны «Восток» Второго дивизиона России: 2011/12